# Julia León
María Luz Julia León Conde, conocida en el ámbito musical como Julia León (Madrid, 1 de junio de 1945) es una cantautora e investigadora de folclore español y de la música sefardí española. Su aportación a la música fue considerada Patrimonio Cultural de España en 2010 y su obra recopilatoria está depositada en la Biblioteca Nacional de España.

## Biografía
Nació en Madrid, hija de Flor Conde y de Ángel León Gozalo (primera medalla individual olímpica de España, 1952 en Helsinki). Es hermana de la actriz Eva León Conde y de la también cantautora y política Rosa León. Estudió Magisterio en la Escuela de la Iglesia de Madrid. Su acceso a la música y al folclore le vino a través de su familia materna que era originaria de Tierra de Campos (Valladolid), y eran conocidos como Los Juglares, ya que además de fabricar instrumentos cantaban en fiestas populares. Se fue de la casa paterna cuatro días después de morir su madre. La estrofa final de mi primera canción, que compuso a los diecinueve años, titulada “La bella Lola”, decía: “Mira madre qué viví. De la vida que viviste, aprendí a decir que no”.

### Trayectoria musical
En 1966, fundó junto a Hilario Camacho, Adolfo Celdrán y Elisa Serna, entre otros, el colectivo musical Canción del Pueblo; cuyo objetivo era dar apoyo a la canción de autor y la música popular. El colectivo estuvo conformado principalmente por estudiantes de la Universidad de Madrid y estuvo abierto a todo el que quisiera cantar. Una vez disuelto Canción del Pueblo, León se trasladó a los Estados Unidos, invitada por la Lincoln Brigade a dar una serie de recitales. Allí consolidó su trayectoria personal como compositora, no solo musicalizando textos de poetas contemporáneos, sino también componiendo sus propias canciones. Con Barbara Dane colaboró con canciones de Chicho Sánchez Ferlosio, en la grabación de una cinta para los soldados y desertores de la guerra de Vietnam. En esa cinta Jane Fonda y Vanessa Redgrave recitaban también extractos de cartas de las madres que habían perdido a sus hijos.
De vuelta a España, se dedicó al trabajo de campo por los pueblos en busca de la música tradicional. En esta etapa fue cuando conoció a Agapito Marazuela y este conocimiento la llevó a propagar la música tradicional entre cantantes del momento como Elisa Serna y Eliseo Parra. Compuso música infantil junto al que fue su pareja durante diez años (1977-1987) y padre de sus hijos, el poeta Raúl Ruiz.
En 1992, el disco Romances fue declarado de interés didáctico por el Ministerio de Educación y repartido por las escuelas públicas de España. A medida que avanzaba la transición, vino la decadencia de los cantautores. Desde 1978, León se dedicó al rescate de la música tradicional sefardí, con numerosos viajes a Israel y Palestina. En Jerusalén aprendió directamente de Kohava Levi. En el 2010, todo su trabajo de investigación y recopilación sefardí fue considerado Patrimonio Cultural de España, y albergado por la Biblioteca Nacional de España.
En 2019, León presentó un nuevo disco, realizado mediante micromecenazgo, Que soy del aire, junto a un libro de poemas, en el que han colaborado el padre de sus hijos, Raúl Ruiz, y su hijo, Helios Ruiz León. La dirección artística y los arreglos son del pianista Antxon Sarasúa.

## Discografía

### Solista
- 1970: Cantos del pueblo. Free People. Estados Unidos.
- 1975: Con viento fresco. Ariola.
- 1977: La rueda 1. Canciones populares infantiles, Als Quatre vents, Cataluña.
- 1986: Sin prisas. RNE.
- 1987: Madrid canta tierno. Canciones infantiles compuestas por niños, RNE.
- 1992: Romances. RNE.
- 1997: Brisa de luna y plata. Canciones de Lorca, Ikastaries. INÉDITO.
- 2003: Kantes. Cantes sefardies del mediterraneo. Ventilador Music, Cataluña.
- 2006: El legado sefardí. Adama Music, Israel.
- 2016: De oriente a occidente sefarad. Several Records.
- 2017: Se acerca el alba de hoy. Producciones Kimera.
- 2019: Que soy del aire.[9]

### Colectivos
- 1969: Cerca de mañana. Colectivo: (Lluis llach, Pi de la Serra, Nacho de Felipe, Voces Ceibes), Le Chants du monde, Francia.
- 1975: Pauta. Colectivo, Ariola.
- 1976: Forgesound. Colectivo: (Aute, Rosa león, Teddy Bautista), Ariola.
- 1984: Homenaje a Agapito Marazuela. Colectivo: (Vainica doble, Luis Pastor, Pablo Guerrero, Elisa Serna), Columbia.
- 1987: Homenaje a las víctimas del franquismo. Colectivo, Ediciones V.O.S.A.

## Libros
- Que soy del aire. Antología poética.[9]